# Maihaugen
Maihaugen (De Sandvigske Samlinger på Maihaugen, Lillehammer) je ena najbolj obiskanih turističnih znamenitosti v Lillehammerju na Norveškem. Maihaugen je s skoraj 200 stavbami eden največjih muzejev na prostem v severni Evropi in eden največjih kulturnih objektov na Norveškem.

## Zgodovina
Ustanovitelj, Anders Sandvig, je zbiral iz starih hiš in kmečkih dvorišč v Gudbrandsdalen, da bi zagotovil vzorec norveške kulture in zgodovine v muzeju. Najprej je začel na svojem dvorišču, ko pa se je njegova zbirka leta 1901 povečala, mu je mestni svet ponudil stalno lokacijo za muzej. Leta 1904 je mesto Lillehammer izločilo območje, ki je bilo že znano kot Maihaugen, kupilo Sandvigovo zbirko in ustanovilo Sandvigove zbirke (Sandvigske Samlinger), uradno ime za Maihaugen. Sandvig je bil sprva najet kot neplačani kustos, kasneje pa je bil imenovan za prvega direktorja muzeja. Nova lokacija muzeja je bila uporabljena kot prostor za piknike in srečanja meščanov. Ljudje so se tukaj srečevali, da bi praznovali dan norveške ustave in prižgali kresove za kresni večer.
Maihaugen pripoveduje zgodovino življenja ljudi v dolini Gudbrandsdalen od srednjega veka do danes. V muzeju so predstavljene družbene ustanove, kot so cerkev, šola, pošta, železniška postaja, trgovine, zapori in vojaški objekti. Muzej ima bogato zbirko artefaktov, pohištva, orodij in okraskov, ki segajo od srednjega veka.
Lesena cerkev iz Garmoja je ena glavnih znamenitosti. Leta 1882 so cerkev razstavili in prodali Andersu Sandvigu, ki jo je pripeljal v Lillehammer, kjer so jo v letih 1920–1921 ponovno postavili v Maihaugenu.
Maihaugen vključuje tudi velik fotografski arhiv in notranji muzej. Zgrajeni leta 1959 so bili podaljšani v pripravah na zimske olimpijske igre Lillehammer 1994. Koncertna dvorana Maihaugsalen z več kot 700 sedeži in velikim razstavnim prostorom je bila odprta septembra 1967.

## Oddelki
Muzej na prostem je razdeljen na tri glavne dele, podeželsko zbirko, zgodovinsko mesto in stanovanjsko območje.
- Podeželjska zbirka – iz vasi v Lillehammerju, s poudarkom na obdobju 1700–1850, pa tudi hiše iz 15. stoletja
- Zgodovinsko mesto – zbirka stavb iz Lillehammerja od zgodnjega 19. stoletja do okrog leta 1920
- Stanovanjsko območje – sestavljajo tipične enodružinske hiše iz skoraj vseh desetletij 20. stoletja

## Sorodna mesta
Pod upravo De Sandvigske Samlinger so tudi naslednje dodatne ustanove:
- Aulestad v Gausdalu – dom Nobelovega nagrajenca Bjørnstjerneja Bjørnsona[5]
- Bjerkebæk v Lillehammerju – dom Nobelove nagrajenke Sigrid Undset[6]
- Norveški olimpijski muzej – predstavlja vse olimpijske igre od leta 1896.[7]
- Norveški poštni muzej – posebni norveški muzej pošte in filatelije.[8]

## Galerija
- Ulica starega mesta v muzeju Maihaugen
- Zborna dvorana gibanja Zmernosti
- Maihaugen Station
- Maihaugen pošta
- Ribnik Nordre pri Maihaugenu
- Tipična norveška hiša iz 1950-ih